# 徐壽
徐寿（1818年2月26日—1884年9月24日），字生元，号雪村，江苏无锡人，晚清科学家、工程师，中国近代化学的启蒙者。

## 生平
徐寿幼时丧父，早年曾研习儒学经义和八股诗文。道光、咸丰年间，徐寿放弃科举考试转而开始研究博物学。1853年，徐寿和同乡的数学家华蘅芳结伴前往上海，在墨海书馆结识了晚清数学家李善兰（提出了李善兰恒等式）。李善兰当时正在墨海书馆从事欧洲近代物理学、动植物学和矿物学等书籍的翻译。徐寿和华蘅芳虚心求教、认真钻研的态度给李善兰留下了很好的印象。他们在购买了大量科学书籍和有关物理实验的仪器后回到家乡。之后徐寿参考书籍进行了一系列的物理实验，并于1856年再次来到墨海书馆购买了一批化学实验仪器和英国医生合信编著的《博物新编》。通过非常勤奋的自学和极高的天赋，徐寿对于欧洲近代科学的了解程度飞速提升。1861年，成为中国最早的近代兵工厂安庆内军械所的技术人员，作为核心参与设计製造了中国首台蒸汽机（1862年7月制成）和首艘国产蒸汽动力木壳轮船（1866年4月建成，排水量45吨，时速约为12.8公里，由曾國藩命名为“黄鹄”號）。1866年，徐寿在上海任江南机器制造总局首任襄办（副总工程师）。任职期间，徐寿與其子徐建寅以及其他工程技术人员一同设计建造了中国首艘国产蒸汽动力军舰——“恬吉”号木壳内河明轮船等多艘舰船，开启了中国近代造船工业的序幕。之后徐壽又在江南机器制造总局创办翻译馆并参与主持翻译欧洲科技书籍，其译著有《化学鉴原》、《化学考质》、《西艺知新》、《化学求数》、《法律医学》等，主要介绍欧洲近代化学，并创造汉字命名化学元素（对中国和日本两国都产生了重大影响）。1874年，徐寿在上海参与创办了中国近代首所教授欧洲科技的学校——格致书院，同年在江南机器制造总局火药厂，成功采用铅室法研制出生产无烟火药的核心化工原料硫酸和硝酸。1876年，徐寿主导出版了中国最早的中文科技期刊——《格致汇编》。當時中國缺乏很多实验儀器，徐壽则到處搜羅，然後加以钻研。他曾經嘗試找三棱鏡，卻不成功，唯有把水晶印章打磨成三角形，試驗出光的色散。1884年，徐寿于上海格致书院逝世，享年66岁，葬于现今无锡梅园公墓。
- 三子：徐大吕、徐建寅（近代著名工程师）、徐华封
- 曾孙女徐萱嫁给居正次子居浩然。

## 著作
译著：

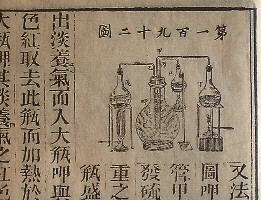
徐寿译著《化学鉴原》插图

- 《化学鉴原》、《化学鉴原续编》、《化学鉴原补编》、
- 《化学考质》
- 《化学求数》
- 《西艺知新》
- 《法律医学》
- 《汽机发轫》（与伟烈亚力合译）

## 贡献
从19世纪40年代起，西方近代化学知识开始传入中国。徐寿比较系统和全面地翻译传播了西方的近代化学知识，成功地创造了化学元素的汉语命名原则，并在化学知识的运用上，取得了一定的成就。

### 譯書
徐壽他們譯書的過程，開始時大多是根據西文的較新版本，由傅蘭雅口述，徐壽筆譯。即傅蘭雅把書中原意講出來，繼而是徐壽理解口述的內容，用適當的漢語表達出來。西方的拼音文字和中國漢字，在造字原則上有極大不同，幾乎全部的化學術語和大部分化學元素的名稱，在漢字裡沒有現成的名稱，為此徐壽花費了不少心血以翻譯。對金、銀、銅、鐵、錫、硫、碳及養氣（氧）、輕氣（氫）、綠氣（氯）、淡氣（氮）等元素，他沿用前制，根據它們的主要性質來命名。對於其它元素，徐壽利用西文第一音節而造新字的原則來命名，例如鈉、鉀、鈣、鎳等，據傳是用明朝君主的名字取的，但史學家認為只是因為漢字的特性造成的巧合。徐壽採用的這種命名方法，後來被化學界接受，一直沿用至今。這是徐壽的一大貢獻。
徐寿在制造蒸汽机时，碰到和化学元素一样的问题：蒸汽机技术的中国译者太多，术语不统一。于是他写了一本《汽机命名说》《汽机中西名目表》，分别对蒸汽机的各个部件进行解释与统一译名。如“活塞”是蒸汽机的一个极其重要的部件，英文piston，德文做kolben，徐寿解说：“汽筒之内为汽所冲激而进退者，名曰鞲鞴。”

### 格致書院
為了傳授科學技術知識，徐壽和傅蘭雅等人於1874年在上海創建了格致書院（现上海格致中学）。這是中國第一所教授科學技術知識的場所。它於1876年正式開院， 1879年正式招收學生，開設礦物、電務、測繪、工程、汽機、製造等課目。同時定期地舉辦科學講座，講課時配有實驗表演，收到較好的教學效果。為中國興辦近代科學教育起了良好的示範作用。
在格致書院開辦的同年，徐壽等創辦發行了中國第一種科學技術期刊一《格致彙編》。刊物始為月刊，後改為季刊，實際出版了7年，介紹了西方科學技術知識，對近代科學技術的傳括起了重要作用。

### 声学
1878年，徐寿在《格致汇编》第7卷上发表了《考证律吕说》，纠正了伯努利定律。其被翻译为英语，并发布至《自然》，成为近代中国第一位在《自然》上发表文章的人。

## 延伸阅读
[在维基数据编辑]
 《清史稿·卷505》，出自趙爾巽《清史稿》